# Walt Brown
Walt Brown (30 december 1911 – Williams Grove, Pennsylvania, 29 juli 1951) was een Amerikaans Formule 1-coureur. Hij reed 2 races in deze klasse; de Indianapolis 500 van 1950 en 1951.